# Synarsis xanthothorax
Synarsis xanthothorax är en stekelart som beskrevs av Szelenyi 1936. Synarsis xanthothorax ingår i släktet Synarsis och familjen pysslingsteklar. Inga underarter finns listade i Catalogue of Life.